# Keroro gunsō
Keroro gunsō (jap. ケロロ軍曹 Keroro gunsō) – manga autorstwa Mine Yoshizakiego. Pierwszy rozdział mangi pojawił się w listopadzie 1999 r. w magazynie „Shonen Ace” i wciąż jest ona wydawana.

## Fabuła
Keroro gunsō opowiada o przygodach plutonu kosmitów przypominających żaby, pochodzących z planety Keron w odległej galaktyce Gamma. Wysłano ich na misję, aby podbili Ziemię, choć każda tego próba kończy się prędzej czy później porażką. W momencie, gdy przykrywka głównego bohatera – sierżanta Keroro, zostaje odkryta przez ludzi, Kerońska armia porzuca go i jego oddział w Japonii, krzyżując ich plany. Rodzina Hinatów przygarnia go po tym pod swój dach, gdzie musi wykonywać dla nich obowiązki domowe. Pozostali obcy wbrew rozkazom także zaprzyjaźniają się z ludźmi. Keroro wraz ze swoim plutonem towarzyszy im w ich codziennym życiu, poznając przy tym kulturę Ziemian i sprawiając im różne problemy.

## Bohaterowie
- sierżant Keroro (jap. ケロロ軍曹 Keroro gunsō)

Seiyū: Kumiko Watanabe 
- młodszy szeregowy Tamama (jap. タママ二等兵 Tamama nitōhei)

Seiyū: Etsuko Kozakura 
- kapral Giroro (jap. ギロロ伍長 Giroro gochō)

Seiyū: Jōji Nakata 
- starszy sierżant Kululu (jap. クルル曹長 Kururu sōchō)

Seiyū: Takehito Koyasu 
- starszy szeregowy Dororo (jap. ドロロ兵長 Dororo heichō)

Seiyū: Takeshi Kusao 
- Fuyuki Hinata (jap. 日向冬樹 Hinata Fuyuki)

Seiyū: Hōko Kuwashima 
- Natsumi Hinata (jap. 日向夏美 Hinata Natsumi)

Seiyū: Chiwa Saitō 

## Anime
Na podstawie mangi studio Sunrise w latach 2004-2011 wyprodukowało serial anime o tym samym tytule. Liczy 7 sezonów, na które składa się 358 odcinków.
Nowa seria, zatytułowana Keroro (jap. ケロロ) na podstawie mangi Mine Yoshizakiego miała swoją premierę 22 marca 2014 roku na kanale Animax. Reżyserem serii został Haruki Kasugamori, a za animację odpowiada studio Sunrise we współpracy z Gathering. Obsada głosowa pierwszej serii anime powróciła do swoich ról. Odcinki trwają 5 minut każdy.
1 kwietnia 2024 roku z okazji 20-lecia premiery anime Bandai Namco Pictures ogłosiło wznowienie pierwszego serialu.

## Gry wideo
Znaczna większość gier z serii została wydana wyłącznie na rynku japońskim, jednakże niektóre z nich miały swoją premierę także w Korei Południowej.
| Tytuł                                                              | System           | Data premiery        |
| ------------------------------------------------------------------ | ---------------- | -------------------- |
| Keroro Gunsō: Otoshimasu                                           | Windows          | 17 sierpnia 2004 r.  |
| Keroro Gunsō: MeroMero Battle Royale                               | PlayStation 2    | 30 września 2004 r.  |
| Keroro Gunsō Taiketsu! Gekisō Keronprix Daisakusen de Arimasu!!    | Game Boy Advance | 9 grudnia 2004 r.    |
| Keroro Gunsō: MeroMero Battle Royale Z                             | PlayStation 2    | 17 listopada 2005 r. |
| Chō Gekijō-ban Keroro Gunsō: Enshū Dayo! Zenin Shūgō               | Nintendo DS      | 16 marca 2006 r.     |
| Keroro Gunsō: Enshū Dayo! Zenin Shūgō Part 2                       | Nintendo DS      | 22 lutego 2007 r.    |
| Mitsukete! Keroro Gunsō: Machigai Sagashi Daisakusen de Arimasu!   | Nintendo DS      | 27 września 2007 r.  |
| Chō Gekijō-ban Keroro Gunsō 3: Tenkū Daibōken de Arimasu!          | Nintendo DS      | 28 lutego 2008 r.    |
| Chō Gekijō-ban Keroro Gunsō: Gekishin Dragon Warriors de Arimasu!! | Nintendo DS      | 19 lutego 2009 r.    |
| Keroro RPG: Kishi to Musha to Densetsu no Kaizoku                  | Nintendo DS      | 4 marca 2010 r.      |

## Odbiór
W 2005 roku 50. ceremonii rozdania nagród Shōgakukan Manga manga otrzymała nagrodę w kategorii dziecięcej.